# John Walker (naturalista)
John Walker (Canongate, 1731 – Edimburgo, 31 dicembre 1803) è stato un naturalista, botanico e chimico scozzese.
Membro (Fellow) della Royal Society di Edimburgo, fu anche ministro presbiteriano della Chiesa di Scozia e storico naturalista. Fu Regio Professore di Storia naturale presso l'Università di Edimburgo dal 1779 al 1803.
Walker era un protetto del chimico William Cullen, collega di Dugald Stewart, Joseph Black e di molti altri professori di Edimburgo che fecero il milieu intellettuale dell'Illuminismo scozzese. Nel corso della sua lunga carriera, si distinse come botanico, chimico, geologo, idrologo, meteorologo, mineralogista, zoologo e storico dell'economia.
Walker fu uno dei principali consulenti scientifici del suo tempo, prestandosi come consulente agricolo, industriale o minerario per molti influenti proprietari terrieri scozzesi, tra cui il giudice Lord Kames, il primo ministro di Giorgio III, Lord Bute, e Lord Hopetoun. Molti dei suoi studenti diventarono scienziati di primo piano nel XIX secolo in Scozia, Inghilterra, Irlanda e America. Fu un pioniere nell'introdurre temi agricoli in un curriculum universitario.
Come membro della Philosophical Society di Edimburgo, quando ricevette la sua investitura per regio decreto (royal charter), Walker divenne automaticamente un membro (Fellow) della Royal Society di Edimburgo nel 1783, prestando la sua opera come Secretary of the Society's Physical section (1789-1796). Fu quindi eletto come Moderator of the General Assembly of the Church of Scotland nel 1790.

## Biografia

### La giovinezza
Il padre era un maestro di scuola. Nel 1746 Walker si iscrisse giovanissimo alla Università di Edimburgo e giovanissimo si laureò nel 1749. Fu ben presto ordinato sacerdote nella Chiesa di Scozia e trascorse i successivi 30 anni come ministro presbiteriano. Tuttavia le sue funzioni non gli impedirono di coltivare le materie scientifiche nel suo tempo libero. Durante gli studi universitari aveva frequentato corsi di filosofia naturale (come era chiamata allora la fisica) e aveva raccolto campioni di storia naturale in tutto il Lothian. Durante il decennio 1750 continuò ad approfondire le materie scientifiche studiando chimica con il Prof. William Cullen e entrò nella Philosophical Society di Edimburgo. Si distinse non solo ottenendo premi e riconoscimenti dalla Society, ma anche attraverso la pubblicazione di un articolo nell'edizione del 1757 del Philosophical transactions of the Royal Society. Sotto il patrocinio di Cullen, Walker si distinse ulteriormente come chimico e mineralogista e questo gli permise di lavorare come consulente scientifico per i già citati Lord Bute, Lord Hopetoun, Lord Cathcart, ed il giudice Lord Kames.

### La carriera di naturalista
Durante gli anni '60 utilizzò le sue conoscenze aristocratiche per visitare le miniere delle Lowlands, mettendo insieme una collezione mineralogica di considerevoli dimensioni. A metà del decennio Walker era conosciuto come uno dei maggiori naturalisti laici della Scozia. Questo spinse la Chiesa di Scozia ed il Board of Annexed Estates ad inviarlo in tour esplorativi delle Highlands e delle Ebridi nel 1764 e nel 1771. Questi tour gli permisero di formulare osservazioni religiose ed etnografiche per la chiesa e di prendere appunti scientificamente orientati sui minerali, le piante, la fauna ed il clima del nord della Scozia. Durante il 1770 Walker pubblicò articoli sullo Scots Magazine e sul Philosophical Transactions. Entro la metà dello stesso decennio, divenne chiaro che Robert Ramsey, l'allora professore di Storia Naturale dell'Università di Edimburgo, avrebbe ben presto avuto bisogno di essere sostituito per problemi di salute. Dopo essersi assicurato il sostegno di William Cullen, di Lord Kames e di molti altri intellettuali dotati di sensibilità politica, Walker gareggiò per la cattedra contro William Smellie, uno storico naturale molto rispettato ed un influente editore. Dopo molte dispute, Walker vinse il concorso e fu nominato docente nel 1779. Mantenne la posizione fino alla sua morte nel 1803.

### La maturità
Le lezioni di storia naturale di Walker abbracciavano l'intero anno accademico ed erano divise in due sezioni. Il primo semestre dell'anno teneva le sue lezioni Ippocratiane, cioè meteorologia, idrologia e geologia. La seconda metà dell'anno era dedicata ai tre regni della natura: minerali, piante e animali. Durante gli anni '60 aveva accettato il sistema di classificazione binomiale di Linneo e durante il mandato della sua cattedra universitaria lo applicò prontamente alla botanica. Tuttavia, egli non era d'accordo con Linneo sulla classificazione dei minerali e degli animali e quindi sviluppò un suo sistema unico per entrambi questi regni. Come dimostrato da Matthew Daniel Eddy, Walker sviluppò una sofisticata teoria della terra sulla base di prove raccolte dalla geochimica e dalla storia umana. Per tutta la sua carriera mantene legami con la Kirk (la Chiesa nazionale Scozzese) e nel 1790 fu eletto moderator, la posizione più alta. Verso la fine del 1790 iniziò a perdere la vista e molte delle sue lezioni furono rilevate da Robert Jameson, medico e suo ex studente che aveva studiato anche nell'Europa continentale. Fino al momento della sua morte, nel 1803, Walker aveva insegnato a ben oltre ottocento studenti, alcuni dei quali avrebbero continuato ad avere un impatto significativo sulla storia naturale del XIX secolo. Alcuni di questi nomi includono il reverendo John Playfair, Sir James Edward Smith, Sir James Hall,l'esploratore Mungo Park, Robert Waring Darwin, il botanico Robert Brown, Thomas Beddoes, Thomas Charles Speranza e Samuel Latham Mitchell.

## Opere principali
- Schediasma Fossilium (1781)
- Delineato Fossilium (1782)
- Classes Fossilium: Sive Characteres Naturales et Chymici Classium et Ordinum in Systemate Minerali (1787)
- Institutes of Natural History (1792)
- An economical history of the Hebrides and Highlands of Scotland (1808)
- Essays on Natural History and Rural Economy (1812)